# Чуприна, Николай Нестерович
Николай Нестерович Чуприна (род. 6 февраля 1948, Ракитное, Курская область) — российский политический деятель, депутат Государственной думы третьего созыва

## Биография
Окончил Харьковский зооветеринарный институт (1972 г.) по специальности ученый-зоотехник, кандидат экономических наук.

### Депутат госдумы
Депутат Государственной Думы Федерального Собрания РФ третьего созыва (1999—2003). Член комитета по аграрным вопросам.